# Tucayaca biserrata
Tucayaca biserrata är en insektsart som beskrevs av Roberts 1977. Tucayaca biserrata ingår i släktet Tucayaca och familjen gräshoppor. Inga underarter finns listade i Catalogue of Life.